# USS Plunger (1897)
USS Plunger – pierwszy okręt podwodny zbudowany dla Marynarki Wojennej Stanów Zjednoczonych. Z powodu wady napędu nigdy nie został włączony do służby.
Napędzany maszyną parową okręt o wyporności 149 ton, skonstruowany został przez Johna Hollanda i wybudowany w stoczni Columbian Iron Works na podstawie kontraktu z 1895 roku. Skomplikowana maszyneria okrętu okazała się niezdolna do pracy i okręt nie został zaakceptowany do służby w marynarce. Ostatecznie kontrakt został anulowany w 1900 roku, jednak zapłacona już cena została zaliczona na poczet nowego okrętu USS „Plunger” (SS-2). Oryginalny „Plunger” został zachowany przez Holland Torpedo Boat Company. W związku z zamiarem rekonstrukcji, jednostka pozostawała w stanie nieaktywności aż do pocięcia na złom w 1917 roku.